# Transportes de Goiânia

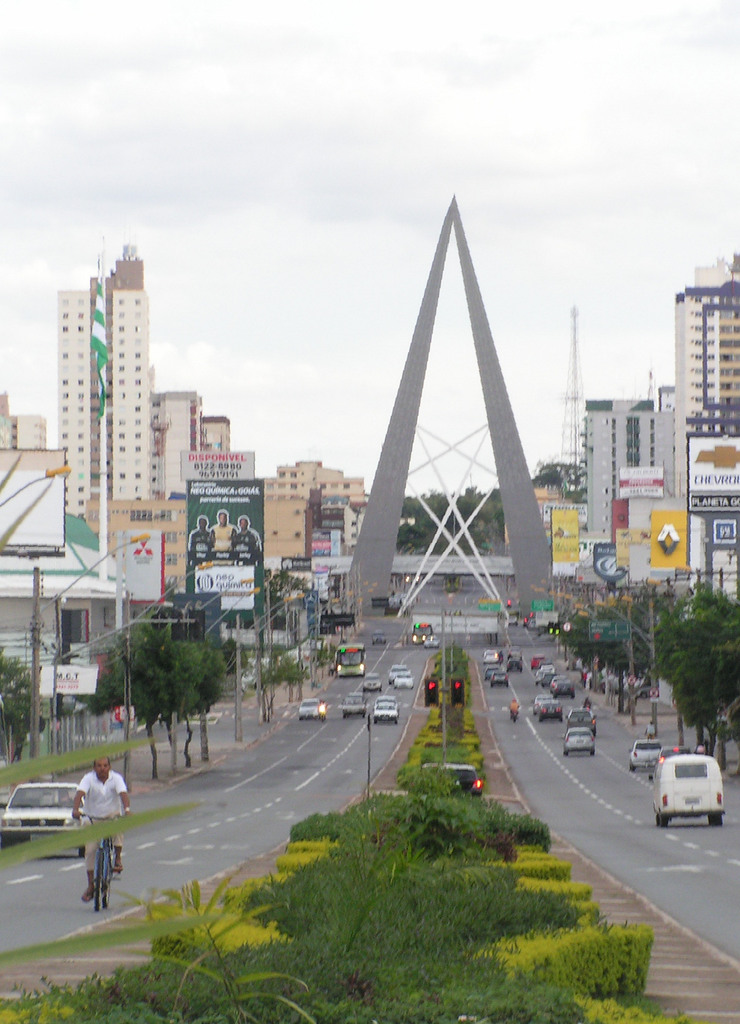
Avenida 85, um dos locais mais movimentados em Goiânia no horário de pico.

O Transporte em Goiânia trata sobre a questão da mobilidade urbana no município brasileiro de Goiânia, e sua respectiva região metropolitana, capital do estado de Goiás. Os problemas de tal mobilidade enfrentados pela população da cidade são considerados um dos maiores males do município.
O transporte nas ruas e avenidas da cidade vem demonstrando sinais de saturação durante os últimos anos. Apesar das diversas mudanças de tráfego já realizadas, os engarrafamentos ainda são constantes nas principais avenidas de Goiânia durante os horários de pico. 

## Bicicletas / Ciclorrotas / Ciclovias
A utilização de bicicletas como meio de transporte é bastante reduzida. A falta de ciclovias inibe o crescimento do uso do transporte. O uso da bicicleta pode ser uma solução para o trânsito conturbado da cidade, entretanto casos de acidente envolvendo ciclistas são constantes.
No início de 2011, foi anunciada a construção de uma ciclovia ligando o Jardim Guanabara ao Terminal Praça da Bíblia. Em 2012, foi inaugurada a construção da ciclovia entre o Centro e o bairro Universitário, com 2,5 km, onde se encontram diversas instituições de ensino, com destaque para o campus da PUC-GO e da UFG, no chamado Eixo Universitário, que acompanha o corredor preferencial de ônibus. O fluxo de ciclistas que usam a rota é de aprox. 140 por dia. Também em abril de 2014 foi inaugurada a ciclovia T-63, com, 3,5 km, que parte do Parque anhanguera, ligando-se ate a praça Wilson Sales, no setor Nova Suíça. Sua segunda etapa, que ligará o Nova Suíça ao Termina Isidória, com 2,2 km, que deve ser entregue em Julho de 2016, assim totalizando 5,7 km de ciclovia.
Para incentivar o uso de bicicletas, também foi anunciado um projeto, com 30 pontos de empréstimo de bicicletas espalhados por pontos estratégicos da cidade, totalizando em torno de 300 bicicletas, publicas, para empréstimo.
São planejados catorze corredores em alguns pontos da cidade.

## Veículos particulares
Em cinco anos a frota do estado de Goiás sofreu uma longa elevação, chegando a quase dobrar a quantidade. Na capital não é diferente. Segundo a Agência Municipal de Trânsito de Goiânia (AMT) em março de 2012 a frota da cidade já ultrapassava mais de um milhão de veículos nas ruas. Esse número é semelhante a de outras metrópoles onde a população é maior, como Belo Horizonte. Goiânia também possui a maior frota de motos no Brasil, com mais de trezentas mil motocicletas nas ruas da cidade, e as imprudências causadas pelos condutores de tais veículos não para de crescer no município.

## Ônibus

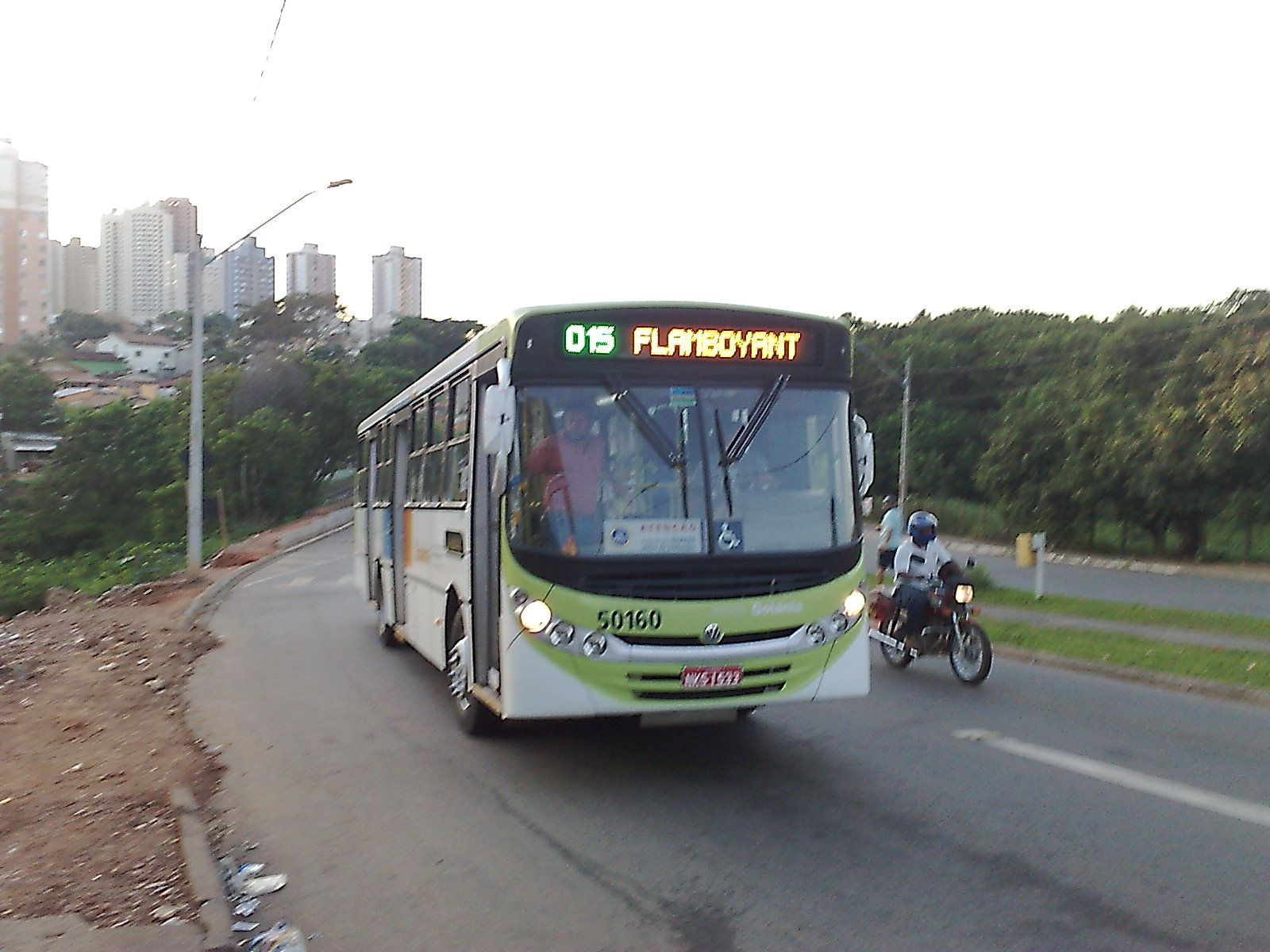
Ônibus coletivo da RMTC em Goiânia no ano de 2009.

Um dos grandes problemas do sistema de ônibus goianiense é o alto custo unitário das passagens,para viagens curtas, o que leva a ser mais vantajoso andar de moto do que de ônibus em alguns casos. A tarifa atual vigente , desde 24 de janeiro de 2018, é de R$ 4,30. Além do alto custo das passagens existem outros fatores igualmente relevantes que devem ser destacados no momento em que o goianiense realiza sua escolha entre usar o veículo pessoal ou o ônibus, que são a falta de conforto dos coletivos, a insegurança em chegar ao seu trabalho no horário correto, a falta de frequências adequadas para determinados horários do dia e o fato de que tanto o ônibus quanto os carros transitam na mesma via, ou seja, caso haja congestionamento ambos serão prejudicados e andarão a uma velocidade muito semelhante, sendo que no caso do ônibus existe a agravante de que o mesmo deve realizar paradas frequentes para deixar e/ou pegar passageiros.

### Convencional
O Sistema de Transporte Coletivo por ônibus em Goiânia transporta diariamente 1.000.000 de passageiros e abrange 295 linhas exploradas pelo consorcio RMTC -  Rede Metropolitana de Transporte Coletivo de Goiânia (RMTC) numa frota de 3.000 ônibus.

### Seletivo / CityBus
Criado para ser um transporte executivo e seletivo foi concebido para maior conforto do usuário com tarifa diferenciada. Por ser limitado ainda opera , mas com baixíssima taxa de ocupação e altos intervalos. Transporta atualmente em torno de 100 mil Passageiros por mes.

## BRT

### BRT
Outro tipo de transporte coletivo presente em Goiânia é o BRT. Utilizando vias exclusivas e pagamento antes do embarque, tornam a viagem mais objetiva e rápida

#### BRT Leste Oeste / Eixo Anhanguera
Eixo Anhanguera. Se trata de um sistema de Bus Rapid Transit (BRT) onde a viagem é mais objetiva e barata, sendo usado ônibus articulados e biarticulados. O custo da tarifa está o mesmo valor do ônibus convencional (R$4,30) desde Agosto de 2016.  A linha principal circula ao longo da av. Anhanguera em via exclusiva e cobrança antecipada.

#### BRT Norte - Sul / Eixo 90 (em construção)
O BRT Norte sul ligará o Terminal Recanto do Bosque em Goiânia ao Terminal Cruzeiro do Sul em Aparecida de Goiânia. A previsão de entrega estava inicialmente para fim de 2018 mas agora está com previsão para março ou  abril de 2022 O projeto transforma os atuais corredores das avenidas 90, Goiás e Goiás Norte em faixas de rolamento exclusiivas do sistema Bus rapid transit (BRT). 

## VLT / Metrô de Superfície
Goiânia não possui um metrô, apesar de haver projetos de construção há décadas. O VLT têm seu projeto iniciado em 2012, e recebeu apoio do PAC, mas no momento as obras do mesmo não foram iniciadas. O projeto prevê o aprimoramento do BRT Leste Oeste e operação pela iniciativa privada através de parcerias público-privadas.

## Transporte Aéreo

### Aeroporto Internacional Santa Genoveva-Goiânia
Localizado no bairro Santa Genoveva, na região norte de Goiânia, a oito quilômetros do Centro, está num local de fácil acesso às principais rodovias que passam pelo município, como a BR-060 e a 153. Hoje, o aeroporto recebe cerca de dois milhões de pessoas por ano.